# Agrilus neabditus
Agrilus neabditus är en skalbaggsart som beskrevs av Knull 1935. Agrilus neabditus ingår i släktet Agrilus och familjen praktbaggar. Inga underarter finns listade i Catalogue of Life.